# 赤坂区
赤坂區（羅馬化：Akasaka Ku ）是曾經存在於日本東京都及其前身東京府東京市的一個區，存在於1878年（明治11年）至1947年（昭和22年）之間，與四谷區、麹町区、芝区、麻布区、澀谷区相鄰，目前是東京都港區及澀谷区的一部分。